# Franz Kiggelaer
Franz Kiggelaer est un botaniste et un explorateur néerlandais, né en 1648 et mort en 1722.
Il est le conservateur du jardin de Simon van Beaumont (1574-1654).

## Source
- (en) Biographical Notes on Southern African Botanical Epithets Based on Personal Names